# Hardcore Homecoming
Hardcore Homecoming fue una serie de eventos de lucha profesional en el cual fue dicho como una reunión de talentos de la extinta promoción de la Extreme Championship Wrestling.
El tour fue escrito y promovido por Shane Douglas y Jeremy Borash en el 2005. El evento fue lanzado en DVD con un documentario sobre la historia de ECW llamado Forever Hardcore.

## Historia
El evento Hardcore Homecoming inaugural fue programado desde las 8:00pm hasta las 11:55pm en la New Alhambra Arena, antiguamente, arena oficial de la ECW, en South Philadelphia; esto fue dos días antes que la WWE promoviera el ECW One Night Stand 2005 en Nueva York.
Ningún antiguo personaje de la ECW bajo el contrato de WWE apareció en el evento. Mick Foley, un retirado trabajador quien no estuvo bajo contrato de la WWE en el tiempo, hizo una inanunciada aparición. Antiguos anunciadores del ring de la ECW Bob Artese y Stephen DeAngelis trabajaron para el evento, también antiguos referees de la ECW como John Finnegan, Mike Kehner y John "Pee Wee" Moore y el antiguo medidor de tiempo de la ECW Rocco Musciano.

## Resultados
An Extreme Reunion
10 de junio de 2005 en la antigua ECW Arena en Filadelfia (Pensilvania)
- Tod Gordon y Hat Guy se presentaron con el público

- Introduction: Joey Styles, Joel Gertner y Cyrus

- Mikey Whipwreck & Chris Chetti derrotaron a Simon Diamond & C.W. Anderson

- Tracy Smothers (c/J.T. Smith) derrotó a The Blue Meanie

- Tributo a los héroes caídos del Hardcore: Johnny Grunge (antiguo compañero tag team de Rocco Rock), Pitbull #1 (antiguo compañero tag team de Pitbull #2) y Tammy Lynn Sytch (viuda de Chris Candido) dedican una eulogía. Ellos son interrumpidos por Danny Doring y Roadkill, quienes les son aplicado un Chokeslam por 911.

- 2 Cold Scorpio derrotó a Kid Kash

- The Gangstanators (New Jack & Kronus) condujeron a Bad Breed (Axl Rotten & Ian Rotten) a un no contest

- Jerry Lynn derrotó a Justin Credible (c/Jason)

- Raven (c/The Blue Meanie and The Musketeer) derrotó a The Sandman

Barbed Wire Three-Way Dance Match
- Sabu (c/Bill Alfonso) derrotó a Shane Douglas (c/Francine) y Terry Funk (c/Tammy Lynn Sytch)

Extreme Reunion Tour - Noche 1
16 de septiembre de 2005 en el Teatro Agora en Cleveland, Ohio
- The Blue Meanie derrotó a Tracy Smothers

- Danny Doring derrotó a Chris Chetti

- New Jack derrotó a Roadkill (por cubrir al referee Mike Kehner)

- Raven derrotó a Rhino

Triple Threat Match
- Shane Douglas derrotó a Jerry Lynn y Sabu

- Team 3D (Brother Ray y Brother Devon) derrotaron a Balls Mahoney e Ian Rotten

Singapore Cane Match
- The Sandman derrotó a Justin Credible

Extreme Reunion Tour - Noche 2
17 de septiembre de 2005 en el Golden Dome en Monaca, Pennsylvania
- Smasher LeBlanc derrotó a Jermaine Jubilee

- Tracy Smothers derrotó a The Blue Meanie

- Danny Doring & Roadkill derrotaron a Chris Chetti & C.W. Anderson

Triple Threat Match
- New Jack derrotó a Balls Mahoney e Ian Rotten (por cubrir a Rotten)

- Jerry Lynn derrotó a Justin Credible

Dog Collar Match
- Shane Douglas derrotó a Pitbull #1

Stairway to Hell Match
- Sabu derrotó a The Sandman

November Reign
5 de noviembre de 2005 en la antigua ECW Arena en Filadelfia (Pensilvania)
- The Blue Meanie derrotó a Danny Doring

- Balls Mahoney derrotó a John Kronus

- Matt Hyson derrotó a C.W. Anderson

- Tod Gordon indujó a Terry Funk al Salón de la Fama del Hardcore

Taipei Deathmatch
- Axl Rotten derrotó a Ian Rotten (10:12)

Dog Collar Match
- Pitbull #1 derrotó a Shane Douglas (9:07)

- Team 3D (Brother Ray & Brother Devon) derrotaron a Sabu y Terry Funk (no está en el DVD debido a derechos de empresa porque los Dudleys entraron en TNA)

Steel Cage Match
- Justin Credible (c/Dawn Marie) derrotó a Jerry Lynn (15:47)

## Forever Hardcore
Forever Hardcore es un documental de lucha profesional que entrevista luchadores que participaron el 10 de junio del 2005 en el show Hardcore Homecoming. Esto fue producido por Big Vision Entertainment y el libretista de la TNA Jeremy Borash y puede ser visto en el documental de la WWE, The Rise and Fall of ECW.
Los dos discos del set se les fue incluido peleas bonus de los antiguos luchadores de la ECW quienes compitieron en la ahora extinta XPW. Esto fue lanzado el 30 de abril del 2007.
- Datos: Q5655792